# Maripa scandens
Maripa scandens är en vindeväxtart som beskrevs av Jean Baptiste Christophe Fusée Aublet. Maripa scandens ingår i släktet Maripa och familjen vindeväxter. Inga underarter finns listade i Catalogue of Life.